# Michel Antoine (plongeur)
Michel Antoine est un chasseur sous-marin français.
Il est aussi le président de "l'Amicale des marins et marins anciens combattants", basée à Notre-Dame-des-Landes.

## Palmarès
- Champion d'Europe individuel en 1970  (à Mali Losinj, Yougoslavie);
- Vice-champion d'Europe par équipes en 1970 (à Mali Losinj).